# سینمایا
سینمایا (انگلیسی: Cinemaya) یک مجله سینمایی است که از سال ۱۹۸۸ منتشر می‌شود و به‌طور انحصاری به پوشش سینمای آسیا می‌پردازد. این نشریهٔ تخصصی در دهلی نو به زبان انگلیسی منتشر شده و در سطح بین‌المللی توزیع می‌شود. بنیان‌گذار و سردبیر کنونی آرونا واسودف، روزنامه‌نگار مشهور سینما است. نام این نشریهٔ سینمایی متشکل از واژهٔ «سینما» و «مایا» (به معنای خطای ادراکی) است و هدف از انتشار آن، ترویج فیلم‌های آسیایی در سطح بین‌المللی و همچنین کمک به شناخت هرچه بهتر سینماهای ملی آسیا در جهان است.
سینمایا در سال ۱۹۹۰ با همکاری یونسکو شبکهٔ ارتقای سینمای آسیا را در سنگاپور بنیان نهاد.
سینه‌فن یا «جشنواره سینمای آسیا سینمایا»، که امروزه تحتِ عنوان «جشنواره سینه‌فن اوسیان برای سینمای آسیا و عرب» شناخته می‌شود، در سال ۱۹۹۹ به‌دنبال رشد و گسترش سینمایا شکل گرفت و بعداً توسط سازمان «خبرگان هنر اوسیان» زیر نظر نویل تولی اداره شد.